# Банкс (острво)
Банкс (енгл. Banks Island) је канадско арктичко острво. Налази се у региону Инавук на подручју Северозападне територије, и део је канадског арктичког архипелага. Има површину од 70 028 km² што га чини петим канадским острвом по величини и двадесет-четвртим на свету. 
Налази се западно од острва Викторија од кога га одваја пролаз Принца од Велса, на југу га од копна одваја Амундсенов залив, на западу је Бофорово море, на северу се налази Меклуров пролаз и острва Принц Патрик и Мелвил. 
Дом је за најмање четрнаест врста сисара, укључујући Перијеве карибуе, карибуе неплодног тла и поларне медведе. Некада је на острву живело преко 68.000 мошусних говеда, што је била већина светске популације. Међутим, бактерија Erysipelothrix rhusiopathiae довела је до наглог пада њиховог броја. Острво је летњи дом стотина хиљада птица селица које се гнезде у уточишту за птице селице број 1 на острву Банкс и у уточишту за птице селице бр. 2.
Према попису из 2016. године, острво је имало 103 становника, сви од којих у луци Сакс.

## Људска насеља и открића
Пронађене су локације предорсетних култура која датирају из отприлике 1500. године пре нове ере, док је европски контакт дошао много касније. Године 1820, са острва Мелвил је острво Банкс видео сер Вилијам Едвард Пери и назвао га је „Банкс Ланд” у част сер Џозефа Банкса. Међутим, током каснијег истраживања овог подручја од стране Маклурове арктичке експедиције, острво је на њиховим мапама означено као „Острво Баринг“. Маклуров брод, ХМС Инвестигатор, је био замрзнут у мореузу Принца од Велса. Тог пролећа је послао санке и утврђено је да је острво Банкс острво. Следеће године, он је скоро опловио острво, али је поново био замрзнут у заливу Мерси где су он и његова посада провели наредна три месеца пре него што су побегли преко леда.

## Насеља
Једино насеље на острву је Сакс Харбор који се налази на југозападној обали и према попису становништва из 2001. имао је 114 становника.

## Опис
Острво Банкс покрива површину од 70.028 km2 (27.038 sq mi) и то је 24. највеће острво на свету и пето острво по величини у Канади. Дугачко је око 380 km (240 mi) и на свом најширем месту на северном крају, широко 290 km (180 mi). Највиша тачка острва је на југу, Дурам Хајтс и уздиже се на око 730 m (2.400 ft).

## Екологија
Острво је без дрвећа, са највишом биљком, арктичком врбом, која повремено расте до висине колена, али обично не стоји више од 10 cm (3,9 in).
Острво Банкс је дом за две трећине светске популације малих снежних гусака, које се крећу преко Амундсеновог залива са копна. Постоји годишњи лов на гуске у пролеће из луке Сакс. Острво је део светског биома тундре, који има изузетно хладне зиме. Острво је дом карибуа са неплодног земљишта, поларних медведа, мошусних говеда и птица, укључујући становнике током целе године, бичног гаврана и птармигана.
На острву су 1961. основана два савезна уточишта за птице селице.
Национални парк Аулавик у Канади, долетни парк, штити око 12.274 km2 (4.739 sq mi) арктичке низије на северном крају острва. Парк има највећу концентрацију мошусних говеда на Земљи и дом је угроженог Перијевог карибуа. Кроз парк протиче река Томсен и најсевернија је пловна река (кануом) у Северној Америци. Птармиган и гавранови се сматрају јединим птицама током целе године у парку, иако 43 врсте сезонски користе ово подручје. У Инувијалуктуну, Аулавик значи „место где људи путују“, а „дивљи свет и земља подржавају абориџинске народе више од 3.400 година, од предорсетских култура до савременог Инувијалуита“.
Први потврђени хибрид гризлија и поларног медведа пронађен у дивљини снимљен је на острву Банкс у априлу 2006, у близини луке Сакс.

## Клима
Острво има врло хладну арктичку климу са нарочито оштрим зимама због које је подручје тундра. 
| Клима Сакс луке (аеродрома} ИД климе: 2503650; координате 72° 00′ N 125° 16′ W / 72.000° С; 125.267° З; елевација: 86,3 m (283 ft); 1981–2010 нормале | Клима Сакс луке (аеродрома} ИД климе: 2503650; координате 72° 00′ N 125° 16′ W / 72.000° С; 125.267° З; елевација: 86,3 m (283 ft); 1981–2010 нормале | Клима Сакс луке (аеродрома} ИД климе: 2503650; координате 72° 00′ N 125° 16′ W / 72.000° С; 125.267° З; елевација: 86,3 m (283 ft); 1981–2010 нормале | Клима Сакс луке (аеродрома} ИД климе: 2503650; координате 72° 00′ N 125° 16′ W / 72.000° С; 125.267° З; елевација: 86,3 m (283 ft); 1981–2010 нормале | Клима Сакс луке (аеродрома} ИД климе: 2503650; координате 72° 00′ N 125° 16′ W / 72.000° С; 125.267° З; елевација: 86,3 m (283 ft); 1981–2010 нормале | Клима Сакс луке (аеродрома} ИД климе: 2503650; координате 72° 00′ N 125° 16′ W / 72.000° С; 125.267° З; елевација: 86,3 m (283 ft); 1981–2010 нормале | Клима Сакс луке (аеродрома} ИД климе: 2503650; координате 72° 00′ N 125° 16′ W / 72.000° С; 125.267° З; елевација: 86,3 m (283 ft); 1981–2010 нормале | Клима Сакс луке (аеродрома} ИД климе: 2503650; координате 72° 00′ N 125° 16′ W / 72.000° С; 125.267° З; елевација: 86,3 m (283 ft); 1981–2010 нормале | Клима Сакс луке (аеродрома} ИД климе: 2503650; координате 72° 00′ N 125° 16′ W / 72.000° С; 125.267° З; елевација: 86,3 m (283 ft); 1981–2010 нормале | Клима Сакс луке (аеродрома} ИД климе: 2503650; координате 72° 00′ N 125° 16′ W / 72.000° С; 125.267° З; елевација: 86,3 m (283 ft); 1981–2010 нормале | Клима Сакс луке (аеродрома} ИД климе: 2503650; координате 72° 00′ N 125° 16′ W / 72.000° С; 125.267° З; елевација: 86,3 m (283 ft); 1981–2010 нормале | Клима Сакс луке (аеродрома} ИД климе: 2503650; координате 72° 00′ N 125° 16′ W / 72.000° С; 125.267° З; елевација: 86,3 m (283 ft); 1981–2010 нормале | Клима Сакс луке (аеродрома} ИД климе: 2503650; координате 72° 00′ N 125° 16′ W / 72.000° С; 125.267° З; елевација: 86,3 m (283 ft); 1981–2010 нормале | Клима Сакс луке (аеродрома} ИД климе: 2503650; координате 72° 00′ N 125° 16′ W / 72.000° С; 125.267° З; елевација: 86,3 m (283 ft); 1981–2010 нормале |
| Показатељ \ Месец | .Јан. | .Феб. | .Мар. | .Апр. | .Мај. | .Јун. | .Јул. | .Авг. | .Сеп. | .Окт. | .Нов. | .Дец. | .Год. |
| --- | --- | --- | --- | --- | --- | --- | --- | --- | --- | --- | --- | --- | --- |
| Индекс субјективне топлоте | −4,4 | −6,1 | −5,6 | 3,0 | 9,4 | 23,5 | 26,0 | 23,7 | 16,3 | 3,9 | 1,1 | −4,3 | 26,0 |
| Апсолутни максимум, °C (°F) | −4,4 (24,1) | −4,5 (23,9) | −4,0 (24,8) | 2,2 (36) | 10,0 (50) | 20,5 (68,9) | 24,2 (75,6) | 21,5 (70,7) | 15,6 (60,1) | 4,4 (39,9) | 1,7 (35,1) | −4,0 (24,8) | 24,2 (75,6) |
| Максимум, °C (°F) | −24,4 (−11,9) | −24,5 (−12,1) | −23,1 (−9,6) | −14,6 (5,7) | −4,6 (23,7) | 6,1 (43) | 10,0 (50) | 6,5 (43,7) | 1,2 (34,2) | −7,7 (18,1) | −17,1 (1,2) | −21,5 (−6,7) | −9,5 (14,9) |
| Просек, °C (°F) | −28,0 (−18,4) | −28,3 (−18,9) | −26,7 (−16,1) | −18,3 (−0,9) | −7,6 (18,3) | 3,1 (37,6) | 6,6 (43,9) | 3,7 (38,7) | −1,2 (29,8) | −10,7 (12,7) | −20,5 (−4,9) | −25,1 (−13,2) | −12,8 (9) |
| Минимум, °C (°F) | −31,7 (−25,1) | −32,1 (−25,8) | −30,3 (−22,5) | −22,0 (−7,6) | −10,5 (13,1) | 0,1 (32,2) | 3,1 (37,6) | 0,9 (33,6) | −3,4 (25,9) | −13,7 (7,3) | −23,9 (−11) | −28,5 (−19,3) | −16,0 (3,2) |
| Апсолутни минимум, °C (°F) | −52,2 (−62) | −50,2 (−58,4) | −48,4 (−55,1) | −43,0 (−45,4) | −26,7 (−16,1) | −16,5 (2,3) | −5,0 (23) | −11,0 (12,2) | −22,8 (−9) | −35,5 (−31,9) | −42,8 (−45) | −45,0 (−49) | −52,2 (−62) |
| Индекс субјективне хладноће | −71,6 | −68,1 | −64,8 | −58,4 | −40,3 | −21,1 | −10,3 | −20,4 | −31,2 | −44,9 | −56,4 | −64,1 | −71,6 |
| Количина падавина, mm (in) | 4,9 (0,193) | 6,6 (0,26) | 7,1 (0,28) | 12,1 (0,476) | 9,1 (0,358) | 7,5 (0,295) | 17,6 (0,693) | 28,9 (1,138) | 22,0 (0,866) | 20,0 (0,787) | 9,0 (0,354) | 7,0 (0,276) | 151,5 (5,965) |
| Количина кише, mm (in) | 0,0 (0) | 0,0 (0) | 0,0 (0) | 0,0 (0) | 0,1 (0,004) | 5,1 (0,201) | 16,7 (0,657) | 24,7 (0,972) | 11,2 (0,441) | 0,5 (0,02) | 0,0 (0) | 0,0 (0) | 58,3 (2,295) |
| Количина снега, cm (in) | 5,2 (2,05) | 7,0 (2,76) | 7,7 (3,03) | 12,4 (4,88) | 9,3 (3,66) | 2,4 (0,94) | 0,9 (0,35) | 4,1 (1,61) | 10,9 (4,29) | 20,2 (7,95) | 9,4 (3,7) | 8,3 (3,27) | 97,7 (38,46) |
| Дани са падавинама (≥ 0.2 mm) | 6,5 | 6,3 | 6,7 | 5,6 | 7,4 | 4,7 | 8,1 | 14,5 | 12,0 | 13,7 | 8,2 | 6,2 | 99,9 |
| Дани са кишом (≥ 0.2 mm) | 0,0 | 0,0 | 0,0 | 0,0 | 0,2 | 2,9 | 7,8 | 11,7 | 5,4 | 0,6 | 0,0 | 0,0 | 28,7 |
| Дани са снегом (≥ 0.2 cm) | 6,6 | 6,4 | 6,7 | 5,6 | 7,3 | 1,8 | 0,6 | 3,4 | 7,4 | 13,3 | 8,3 | 6,3 | 73,5 |
| Релативна влажност, % | 84,3 | 81,6 | 76,9 | 81,7 | 88,9 | 86,7 | 87,8 | 93,9 | 91,9 | 88,2 | 86,0 | 86,3 | 86,4 |
| Сунчани сати — месечни просек | 0,0 | 27,5 | 168,6 | 276,0 | 252,0 | 397,3 | 254,2 | 152,8 | 76,9 | 36,6 | 0,0 | 0,0 | 1.641,9 |
| Сунчано време — месечни проценти | 0,0 | 15,6 | 47,1 | 54,9 | 34,9 | 55,2 | 34,2 | 25,0 | 18,8 | 13,7 | 0,0 | 0,0 | 33,3 |
| Извор: Environment and Climate Change Canada Canadian Climate Normals 1981–2010                                                                       | | | | | | | | | | | | | |

## Флора и фауна
На острву нема дрвећа, а највиша биљка је арктичка врба. На острву се сусрећу животиње као што су поларни медведи, мошусна говеда и птице попут црвендаћа и ласта, а 1961. године на острву су основана и два уточишта за птице селице. Са копна на преко Амундсеновог залива на острво долазе и снежне гуске.

## Географија
Највиши врх острва се налази на његовом јужном делу и има висину од 762 метра, а на северном делу се налазе долине у којима је на површини од отприлике 12 274 км² смештен национални парк Аулавик. Јаребице и гаврани су једине птице које су током целе године присутне у парку, иако се кроз годину на његовом подручју сместе 43 различите врсте других птица. Кроз парк тече и река Томсен, једна од најсевернијих пловних река у Северној Америци.

## ХМСИнвестигатор
У јулу 2010, археолози Паркова Канаде који су тражили ХМС Инвестигатора пронашли су га 15 минута након што су започели сонарно скенирање Мерси залива на острву Банкс. Археолошка екипа није планирала да подигне брод. Планирали су да изврше детаљно сонарно скенирање подручја, а затим да пошаљу возило на даљинско управљање.